# Aliz hesseni nagyhercegné
Aliz hesseni nagyhercegné, született Aliz brit királyi hercegnő (angolul: Princess Alice of the United Kingdom, németül: Großherzogin Alice von Hessen und bei Rhein, teljes nevén Alice Maud Mary; London, 1843. április 25. – Darmstadt, 1878. december 14.) brit királyi hercegnő, házassága révén Hessen nagyhercegnéje.

## Származása és ifjúkora
Aliz királyi hercegnő 1843 áprilisában jött világra a Buckingham-palotában Viktória brit királynő és Albert szász–coburg–gothai herceg harmadik gyermekeként, illetve második leányaként. Első keresztnevét a brit miniszterelnök, Lord Melbourne tiszteletére kapta, mivel a politikus egyszer úgy nyilatkozott, az Aliz a kedvenc női neve. 1843. június 3-án keresztelte meg a királyi palota magánkápolnájában William Howley, Canterbury érseke.
A hercegnő és számos testvére az Osborne-házban töltötte a gyermekkorát a Wight-szigeten. Neveltetését édesapja és a herceg közeli barátja, Christian Friedrich von Stockmar báró irányította és felügyelte. Őt és nővéreit elsősorban gyakorlatiasságra és a házvezetés praktikáira tanították meg, a királynő és édesapjuk puritán, egyszerű elveinek megfelelően. 1854-ben a krími háború alatt a hercegnő édesanyja társaságában londoni kórházakat látogatott meg, segítve a sebesült katonákat.
Gyermekként a hercegnő különösen meghitt és erős kapcsolatot ápolt bátyjával, Eduárd walesi herceggel. Szintén nagyon közel állt nővéréhez, Viktória hercegnőhöz, akitől csak nehezen tudott megválni, mikor a hercegnő feleségül ment Frigyes német trónörököshöz. Édesapjához is bensőséges viszony fűzte; Aliz hercegnő ápolta haldokló édesapját. Albert herceg 1861. december 14-én bekövetkezett halála után a hercegnő édesanyja legfőbb támasza és nem hivatalos „titkárnője” lett, a mély gyászba borult királynő és kormánya között sokáig Aliz hercegnő működött összekötőként.

## Házassága és gyermekei
A királyi hercegnő kezét 1862 elején kérte meg Lajos hessen–darmstadti herceg, az uralkodó hesseni nagyherceg unokaöccse. A pár esküvőjét 1862. július 1-jén tartották a hercegnő gyermekkorának színhelyén. A házaspár a hesseni állam fővárosában, Darmstadtban telepedett le, itt rendezték be állandó otthonukat. Magánéletük nem zajlott a nyilvánosság előtt, a család elvonultan élt a szerény hesseni udvarban. A házaspár viszonya változóan alakult, több évnyi házasság után a felek eltávolodtak egymástól nagyon is eltérő gondolkodásmódjuk és életvitelük miatt. A herceg kedvelte a katonaságot, az egyszerű élvezeteket; ezzel pedig a híres brit puritánságot hirdető, ugyanakkor kulturált és mélyen vallásos Aliz hercegnő nem tudott kibékülni. Kapcsolatukból hét gyermek származott:

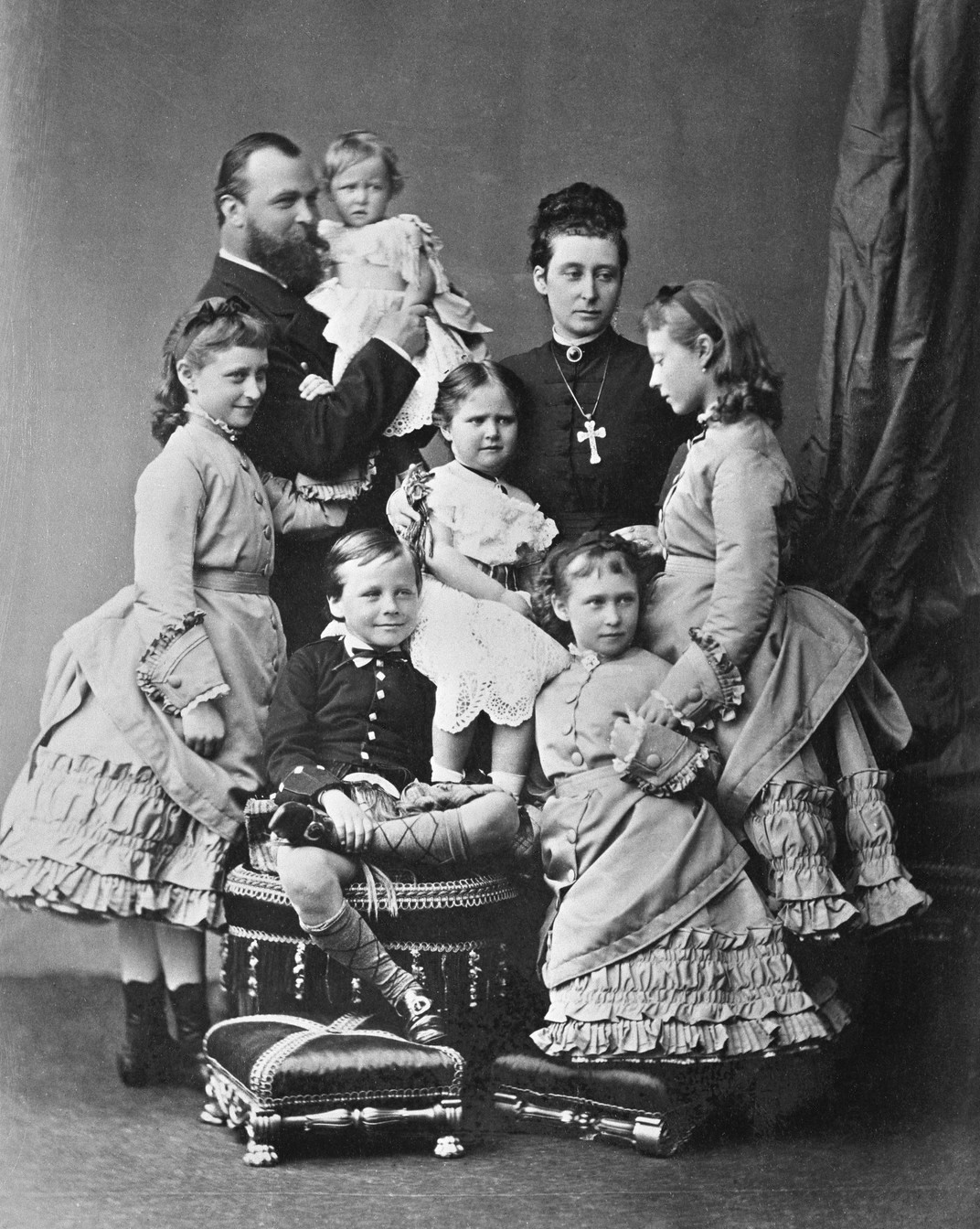
Aliz hesseni nagyhercegné családja körében (1876)

- Viktória hercegnő (1863–1950), házassága révén Battenberg hercegnéje és Milford Haven őrgrófnéja
- Erzsébet hercegnő (1864–1918), házassága révén orosz nagyhercegné, 1918-ban kivégezték a bolsevikok
- Irén hercegnő (1866–1953), házassága révén porosz királyi és német császári hercegné
- Ernő Lajos herceg (1868–1937), később Hessen nagyhercege
- Frigyes Vilmos herceg (1870–1873), kisgyermekként elhalálozott
- Alix hercegnő (1872–1918), házassága révén Oroszország cárnéja
- Mária Viktória hercegnő (1874–1878), kisgyermekként elhalálozott.

Csak később, a házasság megkötése és első gyermeke világrajövetele után derült ki, hogy Aliz hercegnő hordozója a vérzékenységet okozó génnek. A gén Viktória brit királynő anyai felmenőitől származott; a királynő tudtán kívül több gyermekére is átörökítette azt. Aliz hercegnő két fia közül csak az egyiken, Frigyes Vilmoson alakult ki a betegség. A kis herceg halálát a vérzékenység okozta; mikor Frigyes Vilmos kizuhant egy ablakon és hemofíliája következtében belehalt sérüléseibe. Leányai közül ketten biztosan – Irén és Alix hercegnők – hordozták és adták tovább a gént; míg Erzsébet hercegnőnek nem születtek gyermekei, így nem tudni, örökölte-e a betegséget okozó gént.

## Hesseni nagyhercegnéként
1877. június 13-án meghalt III. Lajos hesseni nagyherceg. Örökébe Aliz hercegnő férje lépett IV. Lajos néven, ily módon Alizból hesseni nagyhercegné lett. A nagyhercegség nem tartozott a jelentős európai államok közé; az uralkodói udvarban is szerény körülmények uralkodtak. Aliz nagyhercegné számos jótékonysági szervezetet alapított új hazájában, szívén viselte a betegek és a szegények ügyét. 1866-ban a porosz–osztrák–olasz háború során az ő javaslatára és adományai segítségével szereltek fel egy vonatot, amellyel ápolók és orvosok tudtak utazni a fronton megsebesült katonákhoz. Később a nagyhercegné ennek alapján hozta létre az Alice-Frauenverein nevű szervezetet, mely orvosi vonatok felszerelésével, ellátásával és üzemeltetésével foglalkozott. Ugyancsak a nagyhercegné járult hozzá jelentős összeggel a fővárosi kórház megalapításához; az utókor hálából az ő tiszteletére nevezte el az intézményt. A nagyhercegné leányait is igyekezett bevonni jószolgálati tevékenységeibe; és abban a szellemben nevelte őket, hogy mindig támogassák a rászorulókat.
1878 novemberében Darmstadtban is kitört a torokgyík járványa. A kórt az egész nagyhercegi család – a külföldi rokonlátogatáson tartózkodó Erzsébet hercegnő kivételével – megkapta. Aliz nagyhercegné személyesen ápolta gyermekeit; legkisebb leányát viszont nem tudta megmenteni. Az alig négy esztendős Mária hercegnő november 16-án meghalt a betegségben. A súlyos csapás miatt meggyengült nagyhercegné is megkapta a kórt; december 14-én, két hónappal leánya után, édesapja halálának évfordulóján távozott el az élők sorából. Négy nappal később helyezték örök nyugalomra a hesseni nagyhercegi család Rosenhöhe mauzóleumában. A nagyhercegség területén több emlékművet is szenteltek neki; 1882-ben a fővárosban kórházat építettek emlékére. Férje később feleségül vette szeretőjét, egy orosz diplomata feleségét.